# Boesmolen
De Boesmolen te Herne is een graanwatermolen op de Mark.

## Geschiedenis

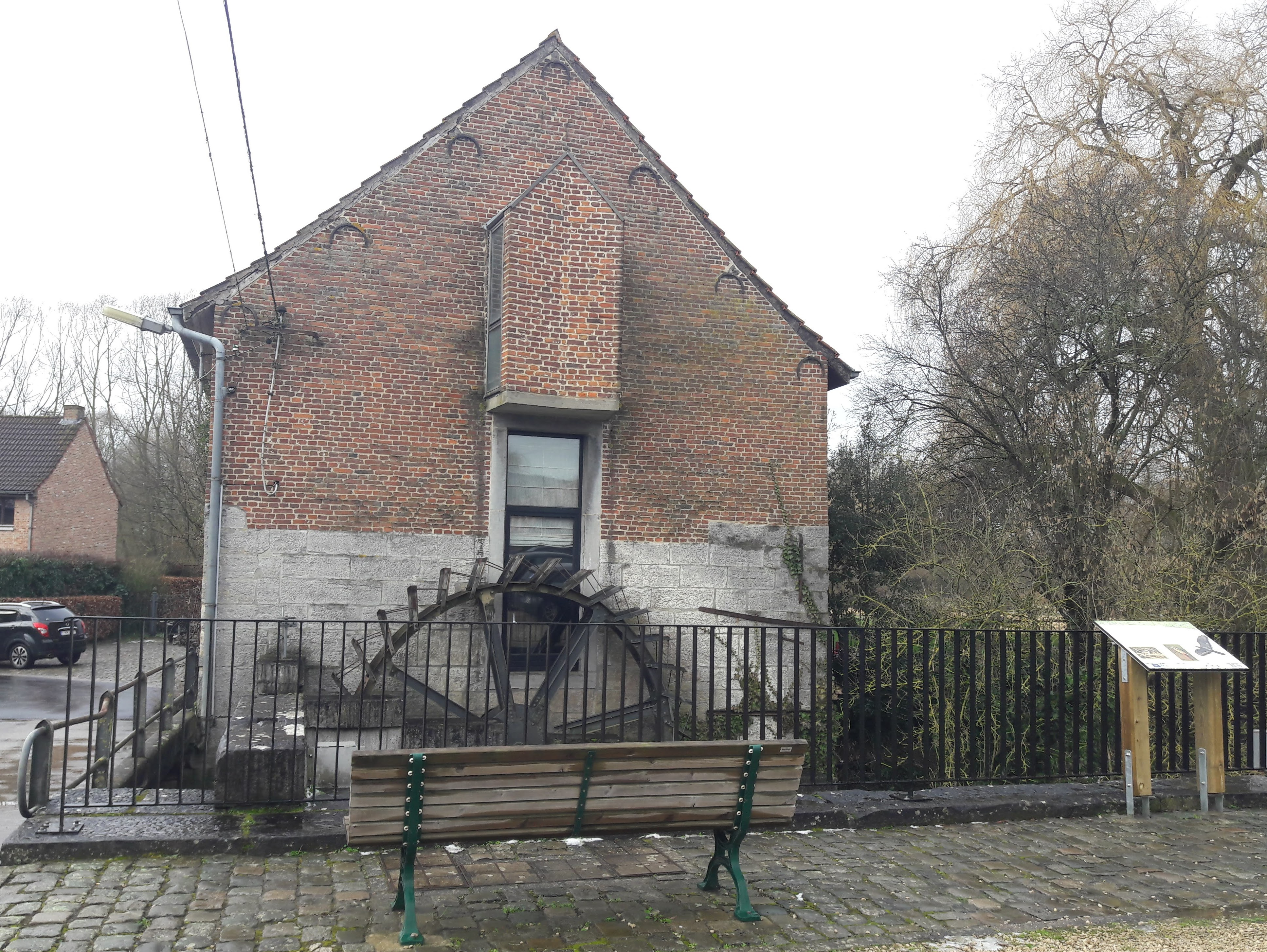

De Boesmolen wordt voor het eerst vermeld in september 1219 als de ‘bossemuel’, verwijzend naar een molen in een bosrijke omgeving. De molen was van 1228 tot aan de Franse Revolutie in het bezit van de abdij van Sint-Aubertus van Kamerijk. Tijdens de godsdiensttroebelen van 1580 brandde de Boesmolen af. In ruil voor de heropbouw van de molen mochten Zacharias Schockaert (een raadsheer uit Edingen) en Etienne de Mol (een koopman uit Herne) 27 jaar lang gebruikmaken van de molen. In de jaren 1600-1650 waren de molenaars Adrien en Paul  Orins actief op de molen. 
De huidige Boesmolen is pas in 1753 ontstaan, toen de molen in steen werd opgebouwd.

## Huidige molen
De Boesmolen was tot 1963 actief. Na 1963 werd het gebouw gebruikt als discotheek, als paardenfokkerij en – tot op vandaag – als woning. Toch is het onderslagrad nog steeds aanwezig.

Eén van de zware arduinen pijlers en een deel van de bovendorpel is tijdens de winter van 2012 in de rivier terechtgekomen omdat veel omgewaaide bomen de stroming blokkeerden en de waterdruk te zeer verhoogden.

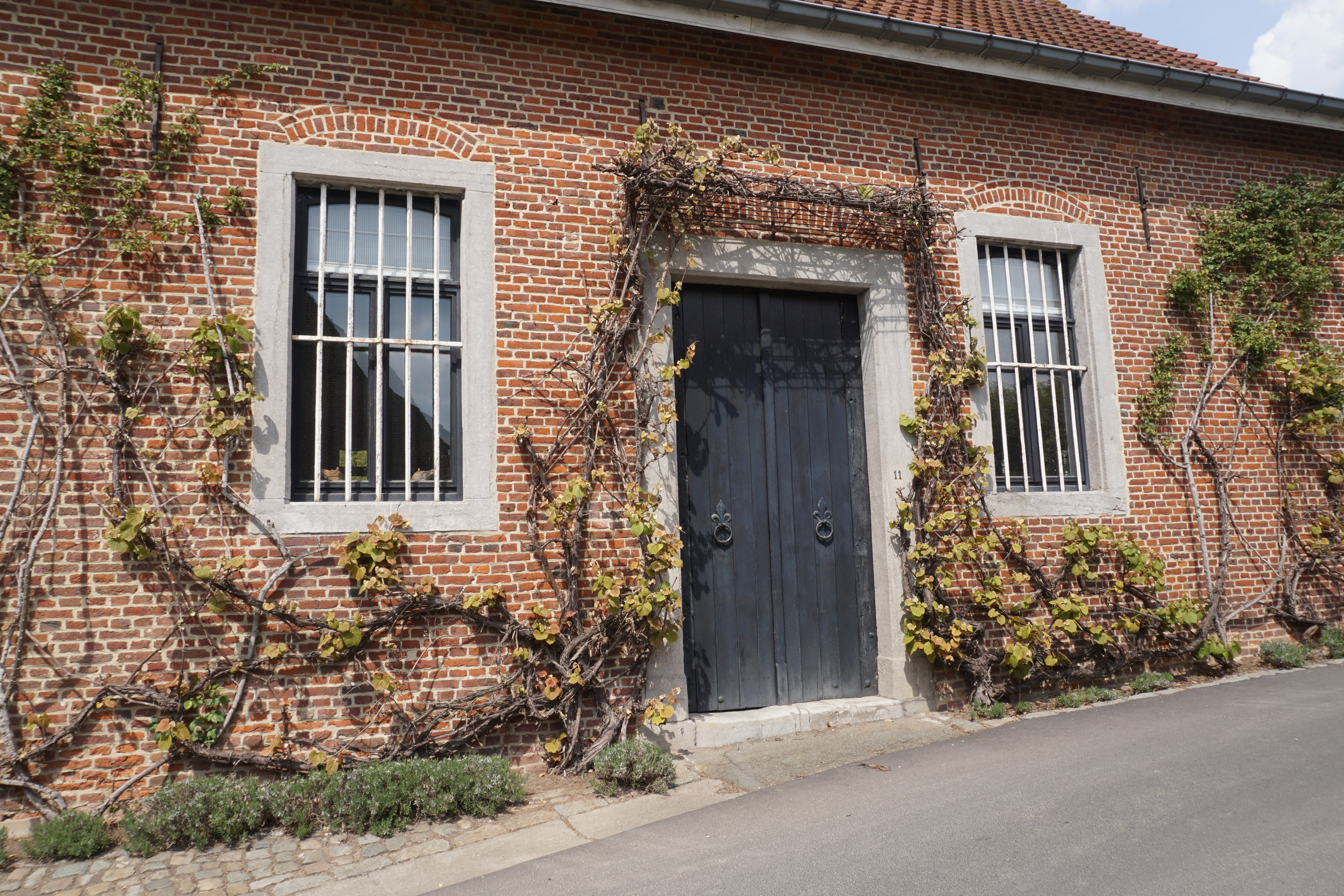
Molenhuis
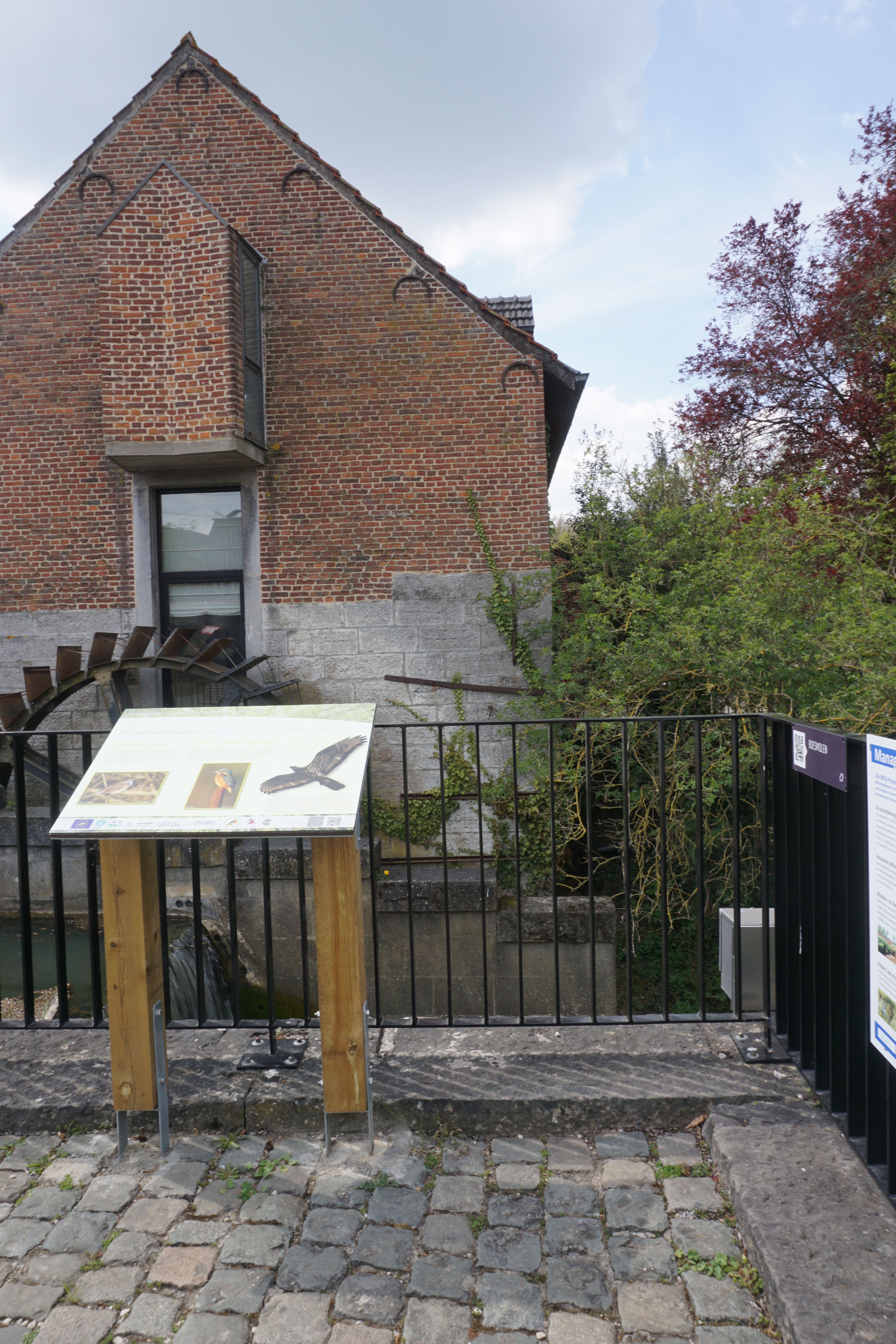
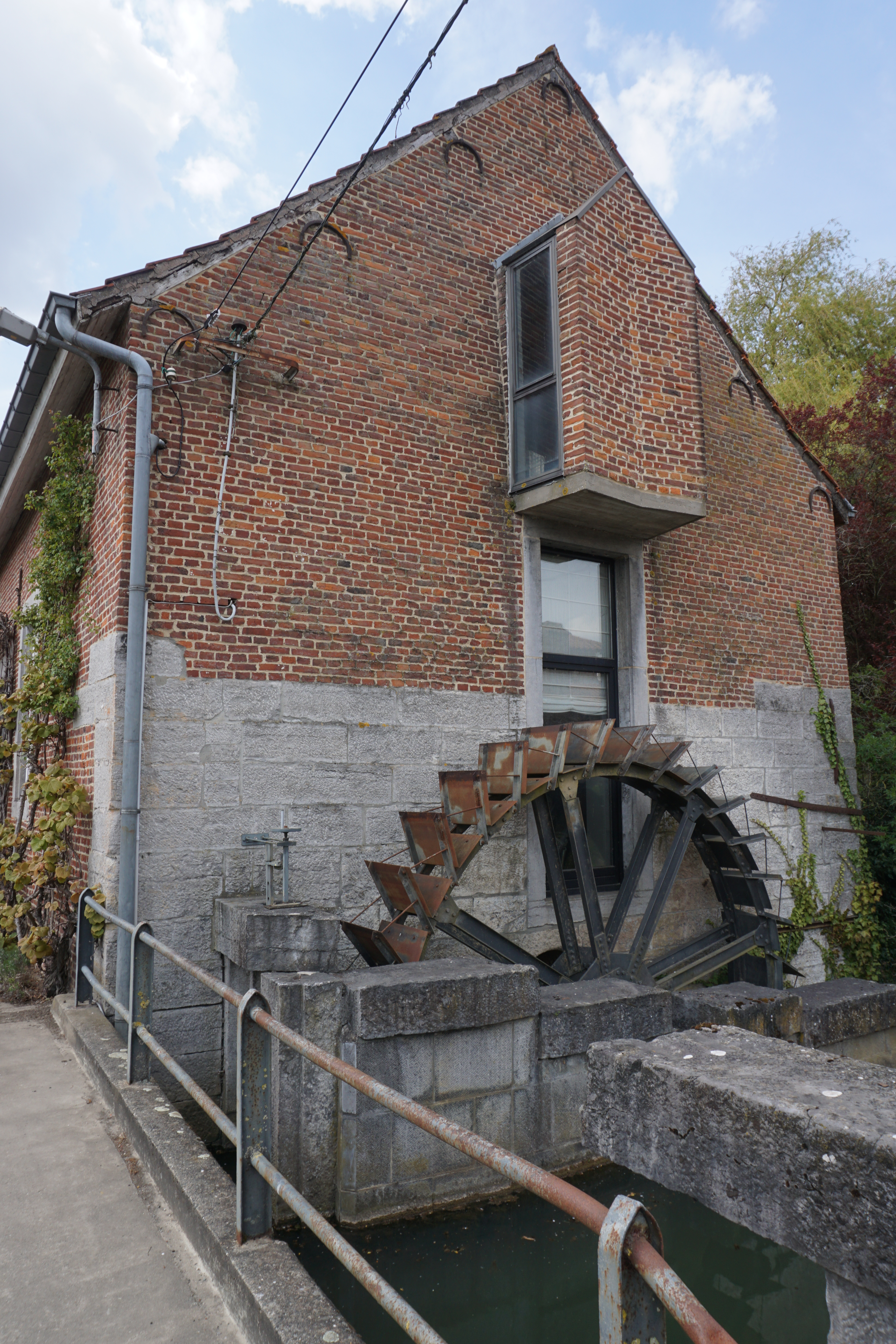
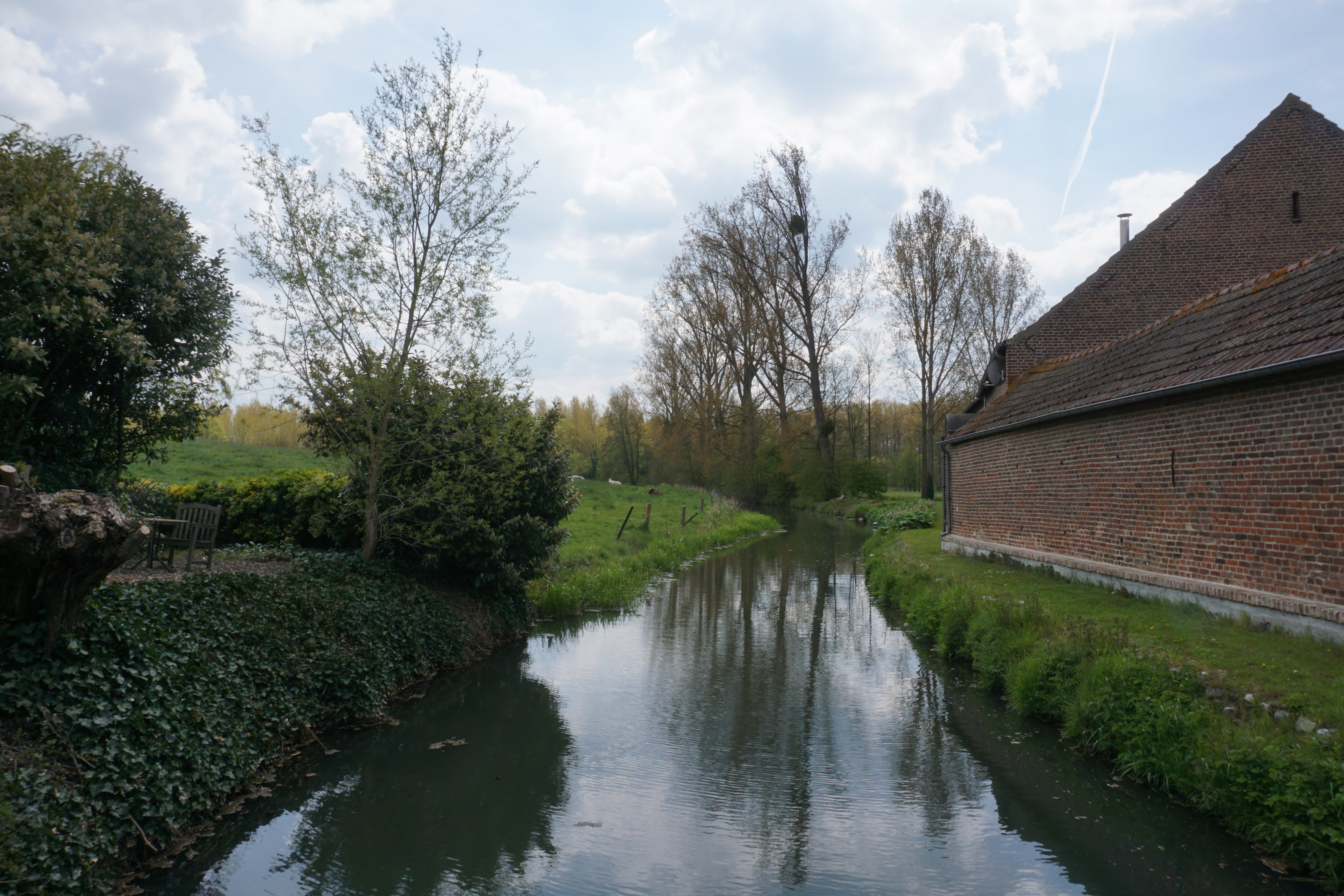
Zicht op de Mark vanaf de molen
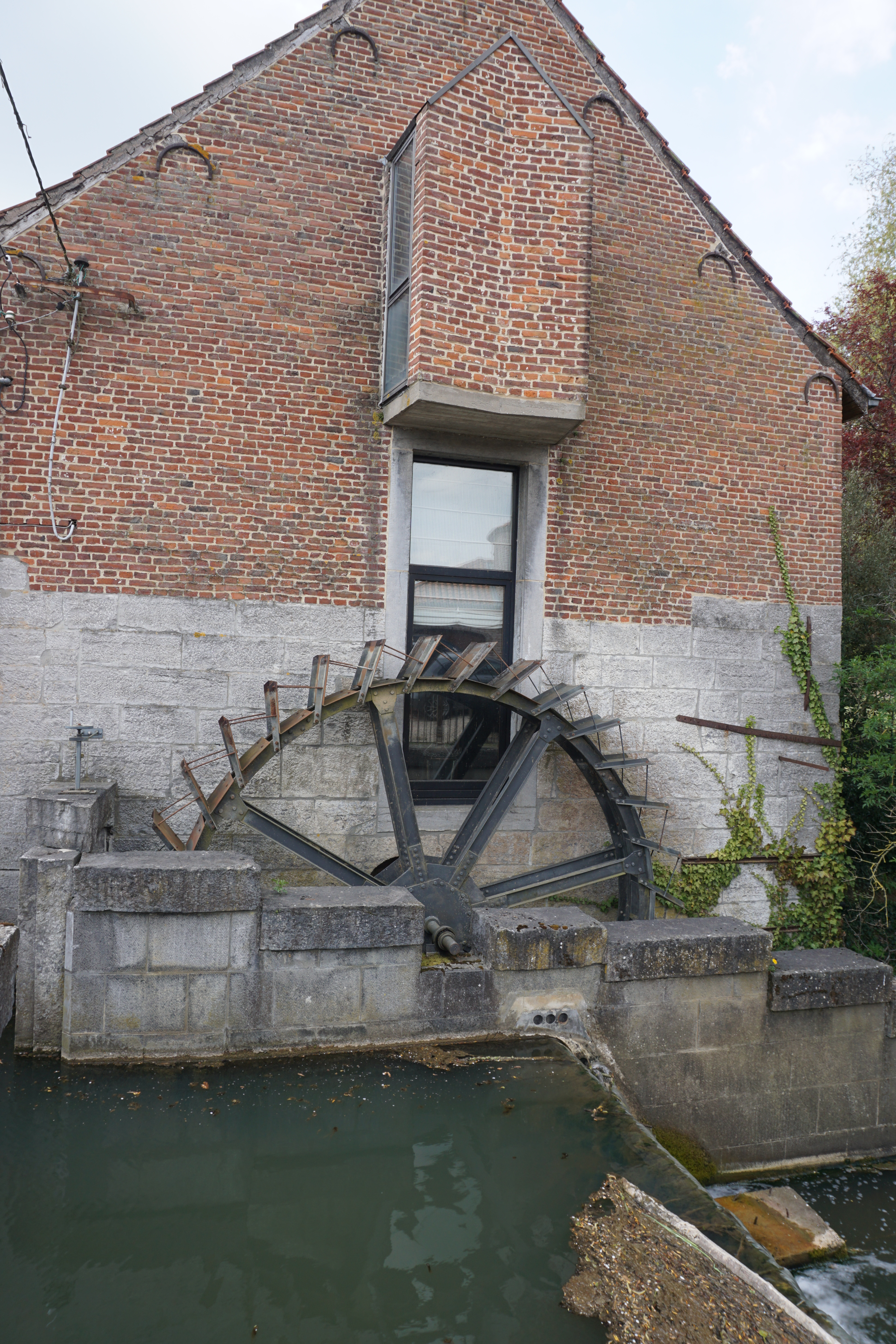
Zicht op het rad